# Sede social del Club Atlético Huracán
La sede social del Club Atlético Huracán, ubicada en la ciudad de Buenos Aires, Argentina, es un complejo administrativo y recreativo, donde se realizan diversa actividades. 

## Historia
El 3 de abril de 1939 se adquirieron en un remate ocho lotes ubicados en la avenida Caseros 3159 en el barrio de Parque Patricios, perteneciente a la Ciudad Autónoma de Buenos Aires, con una superficie de 4000 m². En el lugar  había funcionado anteriormente una fábrica de vidrio. 
La construcción estuvo a cargo del arquitecto Miguel Curuchet. La primera parte se inauguró el 27 de enero de 1940 y la culminación de las obras ocurrió el 9 de agosto de 1941.

## Instalaciones
La sede social cuenta con una oficina de socios, una oficina de prensa, un local de artículos del club, llamado "Globomania", una oficina de la Asociación Mutual de Veteranos, una cancha de hockey sobre patines, una pileta cubierta, un gimnasio de box que lleva el nombre de Oscar “Ringo” Bonavena, un gimnasio, un microestadio cubierto bautizado "Farid Mohamed", en honor al hijo de Antonio Mohamed, quien sufrió un accidente mortal a la edad de 9 años en su viaje a Alemania, en ocasión del Mundial de 2006, y varios salones donde se realizan distintas actividades.

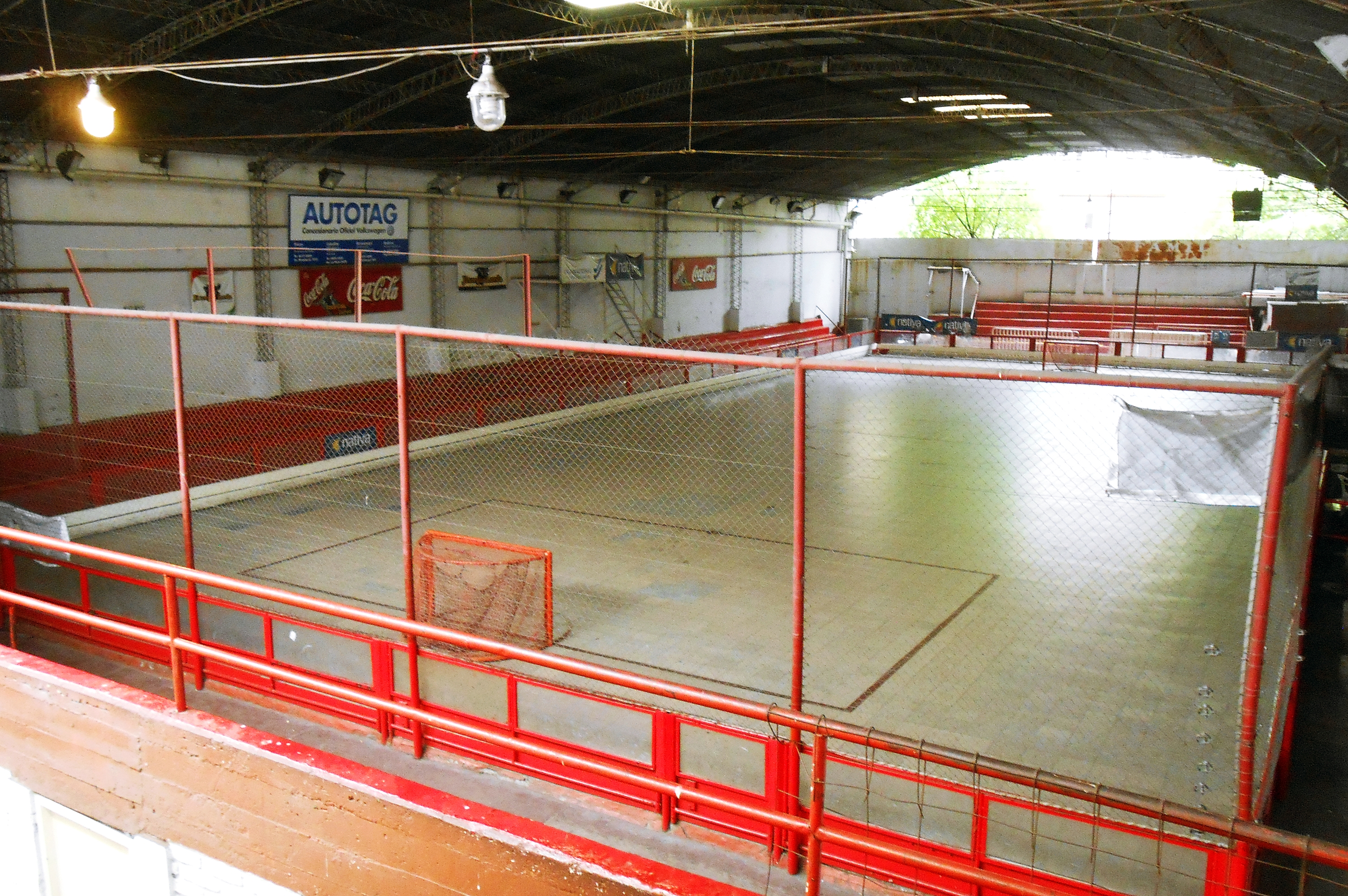
Cancha de hockey.

## Actividades
- Vóley
- Hockey sobre patines
- Patín
- Taekwondo
- Roller hockey
- Gimnasia
- Básquet
- Handball
- Futsal[4]
- Boxeo[5]
- Tango
- Yin Tao
- Teatro
- Gimnasia aeróbica deportiva
- Coreografía de competencia pesca

## Datos
- Dirección: Avenida Caseros 3159, Parque Patricios, ciudad de Buenos Aires, Argentina.
- Teléfono: 4911-9313.